# سيلفانا غاردنر
سيلفانا غاردنر (بالإنجليزية: Silvana Gardner)‏ هي فنانة وكاتِبة أسترالية، ولدت في 1942 في زادار في كرواتيا.